# Třebětice (stacja kolejowa)
Třebětice – stacja kolejowa w Třeběticach, w kraju zlińskim, w Czechach. Jest stacją końcową linii z Uherské Hradiště. Znajduje się na wysokości 205 m n.p.m.
Na stacji nie ma możliwości zakupu biletów, a obsługa podróżnych odbywa się w pociągu. 

## Linie kolejowe
- 303 Kojetín - Valašské Meziříčí